# Nanocząstki złota
Nanocząstki złota (złoto koloidalne) – cząstki złota o rozmiarze między 1 a 100 nm. Zazwyczaj zawieszone są w roztworze wodnym, który może przyjmować barwę czerwoną, rzadziej niebieską lub fioletową (barwa zależna od kształtu i rozmiaru nanocząstek). Na drodze różnych metod syntezy można otrzymać nanocząstki o różnych kształtach: sfery, gwiazdki, sześciany, rurki. Ze względu na swoje właściwości, nanocząstki złota są ważnym materiałem do zastosowań w różnych dziedzinach nauki, m.in. w biomedycynie.

## Otrzymywanie

### Metoda Turkevicha i jej modyfikacje
Pierwsza metoda syntezy nanocząstek złota została opisana przez J. Turkevicha w 1951 r. Polega ona na reakcji gorącego kwasu chlorozłotowego z cytrynianem sodu, który pełni rolę reduktora i stabilizatora. Reakcja prowadzona jest w wodzie. Metoda została udoskonalona przez Frensa poprzez kontrolowanie rozmiaru otrzymanych nanocząstek za pomocą stosunku dodawanych reagentów. Procedurę te stosuje się zwykle do otrzymania nanocząstek sferycznych o średnicy 10–20 nm, chociaż możliwe jest również otrzymanie większych cząstek (nawet do 100 nm). Navarro wprowadził modyfikację pozwalającą na otrzymanie stabilnych nanocząstek o rozmiarach większych od 30 nm.

### Metoda Brusta-Schiffrina
Metoda opisana w 1994 r., pozwalająca na otrzymywanie nanocząstek złota w rozpuszczalnikach organicznych. Opiera się na reakcji kwasu chlorozłotowego z toluenowym roztworem bromku tetraoktyloamoniowego (TOAB) oraz borowodorkiem sodu jako reduktorem. W wyniku reakcji otrzymuje się małe nanocząstki (1,5 do 5 nm).

### Metody biologiczne
Nanocząstki złota mogą zostać otrzymane przy użyciu roślin lub bakterii.

### Otrzymywanie nanocząstek o różnych kształtach
Z pomocą odpowiednich metod syntezy można otrzymać nanocząstki o kształcie gwiazdek, sześcianów czy rurek.

## Właściwości
Nanocząstki złota mają zdolność zarówno do pochłaniania, jak i rozpraszania światła, co sprawia, że przyjmują różne barwy: od czerwieni przez niebieską do czarnej (zależne od wielkości i kształtu). Powodem występowania tych kolorów jest powierzchniowy rezonans plazmonowy. Złoto koloidalne charakteryzuje się niewysoką toksycznością oraz wysoką biokompatybilnością. Przydatną właściwością nanocząstek jest duży stosunek ich powierzchni do objętości. Właściwości nanocząstek różnią się w zależności od kształtu i rozmiaru.

## Zastosowanie
Nanocząstki złota cieszą się bardzo dużą popularnością w biomedycynie. Ich różnorodne cechy znalazły wiele zastosowań, między innymi opisane poniżej.

### Biosensory
Nanocząstki złota są używane w biosensorach do detekcji molekuł takich jak: cukry, nukleotydy, DNA, białka, toksyny, wirusy. Działanie sensorów może być oparte na różnorodnych technikach analitycznych: kolorymetrii (zmiany barwy nanocząstek po agregacji), fluorescencji (gaszenie fluorescencji przez nanocząstki) czy spektroskopii SERS (nanocząstki stosowane jako podłoża, na których adsorbowane są analizowane molekuły).

### Transport leków[27]
Duży stosunek powierzchni do objętości nanocząstek złota umożliwia pokrywanie ich powierzchni setkami cząsteczek, w tym środkami terapeutycznymi. Możliwość otrzymania różnorodnych kształtów nanocząstek zwiększa ich atrakcyjność jako nośnika leków.

### Inne
Nanocząstki złota wykorzystywane są jako katalizatory w reakcjach chemicznych, jako przewodniki w elektronice, jako sondy do obrazowania biologicznego, stymulatory wzrostu roślin, czy do monitorowania wewnątrzkomórkowego pH.